# Deux cents familles

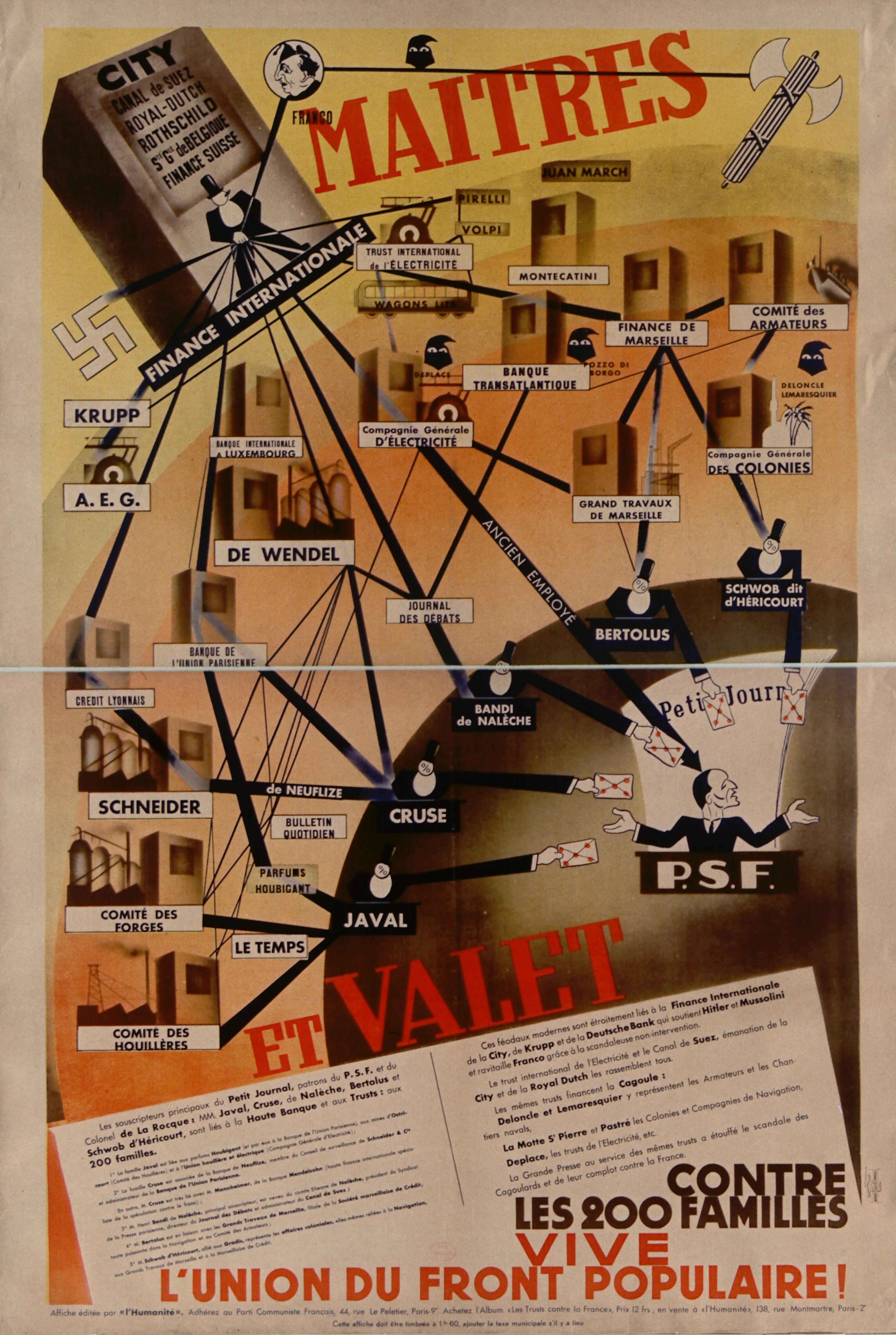
Maîtres et valet. Contre les 200 familles, vive l'Union du Front populaire !
Affiche communiste éditée par L'Humanité dépeignant la finance internationale, les régimes nazi et fasciste ainsi que Franco, les grands groupes industriels et bancaires français subventionnant censément la Cagoule, le PSF dirigé par François de La Rocque ainsi que son quotidien, Le Petit Journal
(Paris, BnF, département des estampes et de la photographie, 1936).

Les deux cents familles est, en France, une des expressions symboliques parfois donnée sous la Troisième République « aux dynasties bourgeoises représentées dans de nombreux conseils d'administration de grandes sociétés industrielles, financières ou commerciales ».
Dans le contexte de la Grande Dépression économique des années 1930, d'une série de scandales financiers, de la critique du capitalisme, des luttes sociales et du mécontentement d'une partie de la population, l’expression deux cents familles —  qui renvoie originellement aux 200 plus gros actionnaires (sur près de 40 000) qui constituaient l'Assemblée générale de la Banque de France — est popularisée par Édouard Daladier lors du 31e congrès du Parti radical-socialiste, tenu à Nantes en octobre 1934. Les deux cents familles joueraient un rôle dominant et tiendraient en main la majorité des leviers économiques de la France, contrôlant ainsi les destinées politiques du pays.
L'expression fait mouche auprès des partis de gauche composant ou soutenant le Front populaire, reprise comme slogan par les leaders politiques ou syndicaux tels Léon Blum, Maurice Thorez ou Léon Jouhaux ; elle se propage parmi les intellectuels, notamment antifascistes ainsi que dans la presse satirique et, de manière opportuniste, dans la presse antisémite.
Le Front populaire ayant inscrit à son programme la réforme de la Banque de France, le système de régence est réformé le 24 juillet 1936. Le nouveau système de gouvernance impose désormais à la banque un conseil de vingt membres parmi lesquels ne siègent que deux représentants de l’actionnariat privé, tous les autres étant des hauts fonctionnaires, des dirigeants d’organismes publics de crédit ou des représentants des forces productives. Le pouvoir des mythiques deux cents familles est ainsi contrôlé. L'expression disparait alors progressivement. Elle ressurgit toutefois sporadiquement dans la vie politique française.
Les observateurs et chercheurs, pour la plupart, ont analysé les « deux cents familles » comme un discours relevant des mythologies politiques françaises, en précisant néanmoins, pour quelques-uns, que le mythe n'est pas le fruit d’un imaginaire pur, et qu'aucun des mythes politiques ne se développe dans un univers d’entière gratuité, libre de tout contact avec les réalités de l'histoire. Pour plusieurs, cela ne devrait pas empêcher d'étudier sa complexité, ni la part de vérité qui s'y trouve.

## Histoire

### Aux origines des «deux cents familles»

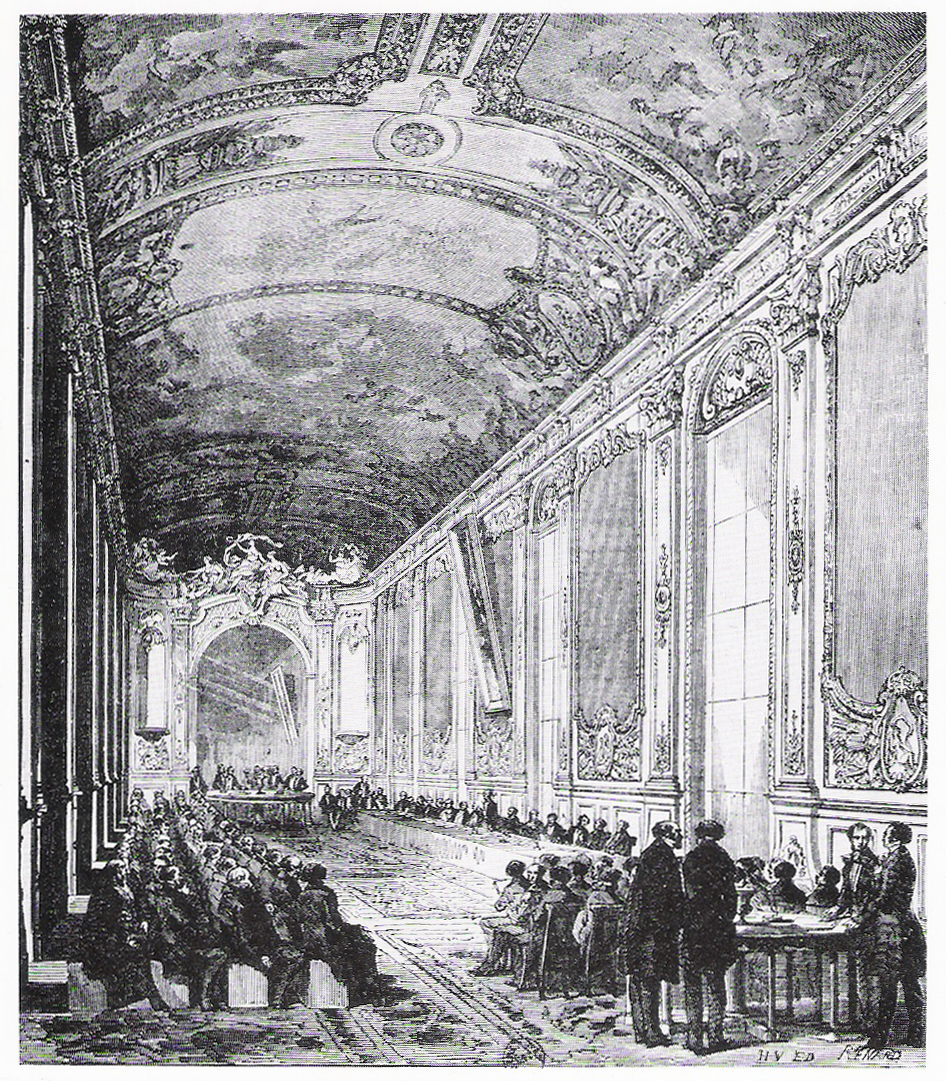
L'Assemblée générale de la Banque de France, tenue le 29 janvier 1852 dans la Galerie dorée de l'Hôtel de Toulouse.
Les membres du Conseil général se tiennent assis à une table longue recouverte d'une nappe. Debout, le Gouverneur de la Banque de France préside le Conseil général et lit le compte rendu. Assis en face, les actionnaires (à gauche de l'image). Aux deux bouts de la Galerie, les bureaux de vote et les registres de présence.

Lors de la création de la Banque de France en 1800, l'article 11 de ses statuts (fixés par la loi du 24 germinal an XI, loi confirmée par Napoléon Ier le 22 avril 1806), dispose que « les 200 actionnaires qui composeront l'Assemblée générale seront ceux qui seront constatés être, depuis six mois révolus, les plus forts propriétaires de ses actions ».
Ces deux cents membres de l'assemblée générale avaient ainsi le pouvoir de désigner les quinze membres du Conseil de régence de la Banque de France. Ce pouvoir est toutefois tempéré par les lois de 1803 et 1806 : le gouvernement nommera une partie (minoritaire) de membres du Conseil général, dont le Gouverneur de la Banque de France, assisté de deux sous-gouverneurs.
Des recherches récentes[évasif] montrent que la réalité du pouvoir ne réside pas au sein de l'Assemblée générale mais à la direction même de la Banque de France (Conseil général, Comité des livres et portefeuilles). Il faut considérer les banquiers régents de sa direction comme les représentants actifs des Deux cents familles (largement rentières - donc en faveur de la stabilité monétaire) mais aussi de leur périphérie (les autres grands entrepreneurs)[pas clair][réf. non conforme].

### Création du mythe des «deux cents familles»
Jean-Claude Daumas souligne que le problème de « l'influence du patronat sur la politique » est aussi ancien que le capitalisme lui-même. Cela a « nourri des mythologies qui, des « féodalités industrielles et financières » aux « deux cents familles » en passant par « les juifs rois de l'époque » et les « trusts », proposent des visions simplistes et trompeuses qu'il faut disséquer pour s'en libérer et faire progresser la connaissance des mécanismes réels ». Serge Berstein pour sa part explique que « dans la vie politique française, l'argent a toujours eu mauvaise réputation. Les valeurs politiques de la France des XIXe et XXe siècles, nourries des idéaux démocratiques, consolidées par la connotation morale de la gauche, sont fondées sur le postulat que le seul combat politique qui vaille est celui qui débouche sur la promotion des « petits » », que « le vocabulaire politique de la France de l'entre-deux-guerres porte la trace de ces conceptions ». Aussi « confronté à ces thèmes qui constituent, au niveau des mentalités d'une grande partie de l'opinion, une des incontestables réalités de l'entre-deux-guerres, l'historien est-il amené à s'interroger sur la part de vérité qu'elles contiennent […] pour dépasser le mythe, retrouver le fait authentique derrière le réquisitoire ou le plaidoyer, également entachés de partialité ».

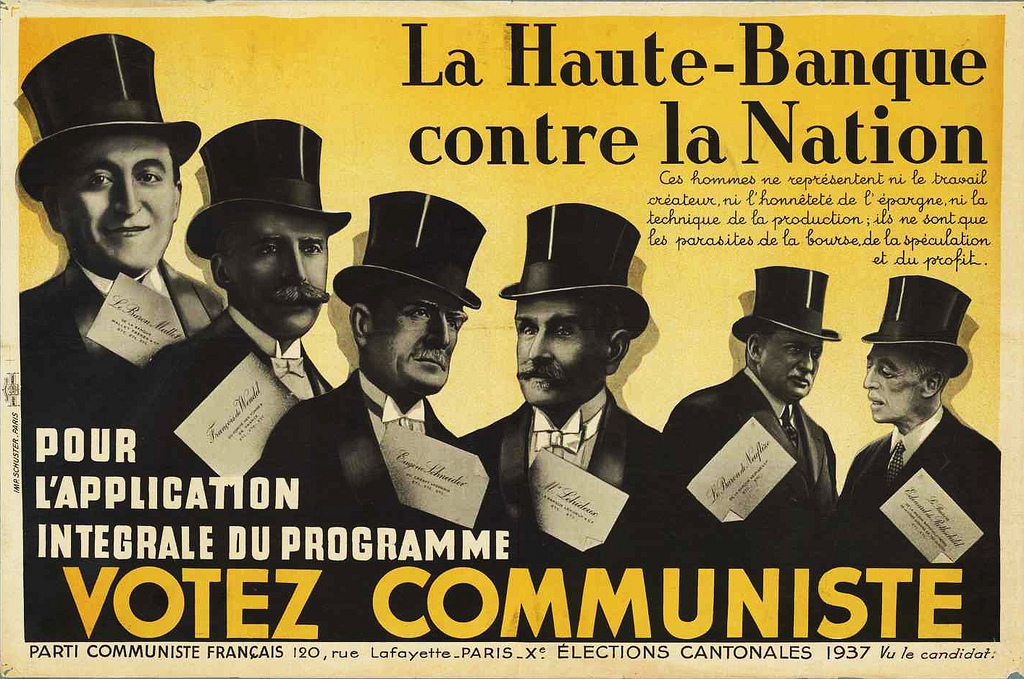
Affiche publiée par le PCF : « La Haute-Banque contre la Nation». « Ces hommes ne représentent ni le travail créateur, ni l'honnêteté de l'épargne, ni la technique de la production ; ils ne sont que les parasites de la bourse, de la spéculation et du profit ». « Pour l'application intégrale du programme, votez communiste ». L'affiche montre les régents Ernest Mallet, François de Wendel, Jacques de Neuflize et Édouard de Rothschild. Les deux autres personnages sont l'industriel Eugène Schneider et le banquier Roger Lehideux.
(élections cantonales de 1937).

En 1869, à la fin du Second Empire, le journaliste proudhonien Georges Duchêne préfigure le thème des deux cents familles lorsqu'il dénonce l'éviction des petits porteurs d'actions au sein des conseils d'administration en évoquant une « féodalité » financière dans laquelle « les 20 milliards de valeurs mobilières sont à la discrétion de 200 nababs, qui n'y ont pas engagé 200 millions. L'antiquité ne fournit pas d'exemple d'oligarchie aussi concentrée ».
Le slogan des « deux cents familles » est lancé par Édouard Daladier lors du 31e congrès du Parti radical-socialiste, tenu à Nantes du 25 au 28 octobre 1934.

« Ce sont deux cents familles qui, par l'intermédiaire des conseils d'administration, par l'autorité grandissante de la banque qui émettait les actions et apportait le crédit, sont devenues les maîtresses indiscutables, non seulement de l'économie française mais de la politique française elle-même. Ce sont des forces qu'un État démocratique ne devrait pas tolérer, que Richelieu n'eût pas tolérées dans le royaume de France. L'empire des deux cents familles pèse sur le système fiscal, sur les transports, sur le crédit. Les deux cents familles placent leurs mandataires dans les cabinets politiques. Elles agissent sur l'opinion publique car elles contrôlent la presse. »

Dans le contexte de la dépression économique des années 1930, du chômage, après  une série de scandales financiers comme l'affaire Stavisky,, ou plus tôt, les bilans truqués de la Banque de France, le slogan des « 200 familles » est très largement repris visant les dynasties d'industriels ou de banquiers comme les Wendel, Rothschild ou le Comité des forges.
L'expression connaît un glissement politique, du fait de son utilisation par des milieux politiques très divers.
À gauche, les antifascistes, les anarchistes ainsi que le Front populaire mobilisent aussi à l'envi l'expression.
Léon Trotski écrit « Dans le cadre du régime bourgeois, de ses lois, de sa mécanique, chacune des « deux cents familles » est incomparablement plus puissante que le gouvernement Blum ».
Léon Blum, faisant le bilan des concertations sociales du printemps 1936 et des accords de Matignon, déclare devant le Sénat : « J'ai réuni à la table de l'Hôtel Matignon M. Léon Jouhaux et les représentants de la Confédération Générale du Travail avec les représentants des deux cents familles ».
Le leader communiste Maurice Thorez fournit également le même type d'« explication simple » à la crise économique persistante en France en dénonçant « les deux cents familles ».
Produit par le Parti communiste français et réalisé par Jean Renoir, le film de propagande La vie est à nous (1936) fustige les grandes fortunes par le biais d'un personnage instituteur, interprété par le comédien Jean Dasté, qui lance la réplique suivante : « La France n'est pas aux Français, car elle est à deux cents familles. La France n'est pas aux Français, car elle est à ceux qui la pillent ».
Dans La Banque de France aux mains des 200 familles (Comité de vigilance des intellectuels antifascistes, 1936), Francis Delaisi tente de recenser les supposées « 200 familles ».
L'extrême droite largement antisémite s'en empare également : Jacques Doriot, transfuge du PCF et fondateur en 1936 du Parti populaire français (PPF), affirme ainsi, en 1937, qu'il faut lutter « contre les deux cents familles capitalistes et contre l'état-major communiste, parfois complices contre le pays ».
Des périodiques satiriques  comme Le Crapouillot continuent d'asseoir le thème durant l'entre-deux-guerres.

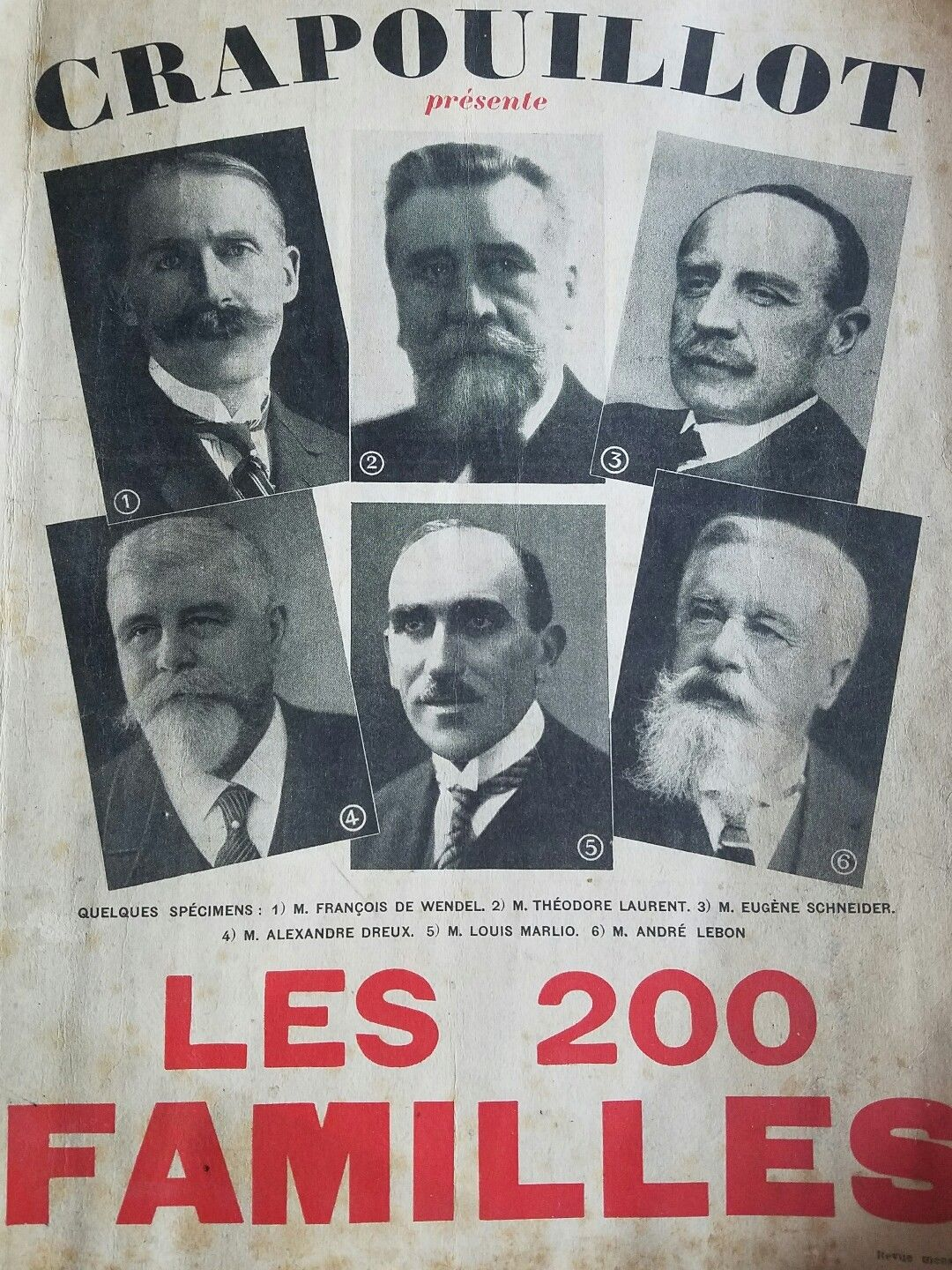
« Les 200 familles », couverture du Crapouillot, mars 1936. François de Wendel (1), Théodore Laurent (2), Eugène II Schneider (3), Alexandre Dreux (4), Louis Marlio (5) et André Lebon (6).
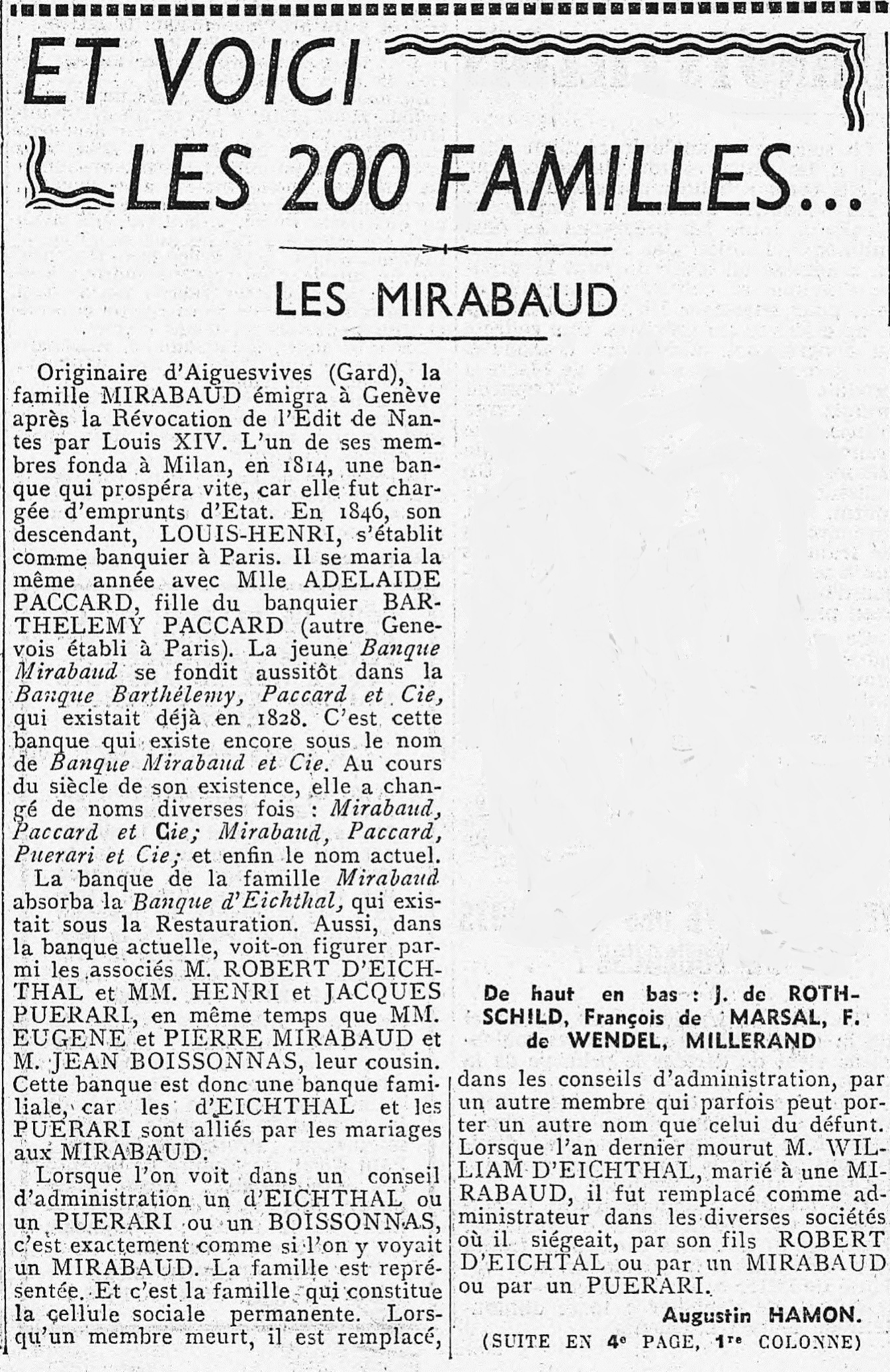
Article de la série « Et voici les 200 familles… » d'Augustin Hamon, publiée dans   L'Humanité, no 13549, 21 janvier 1936. (Paris, BnF).
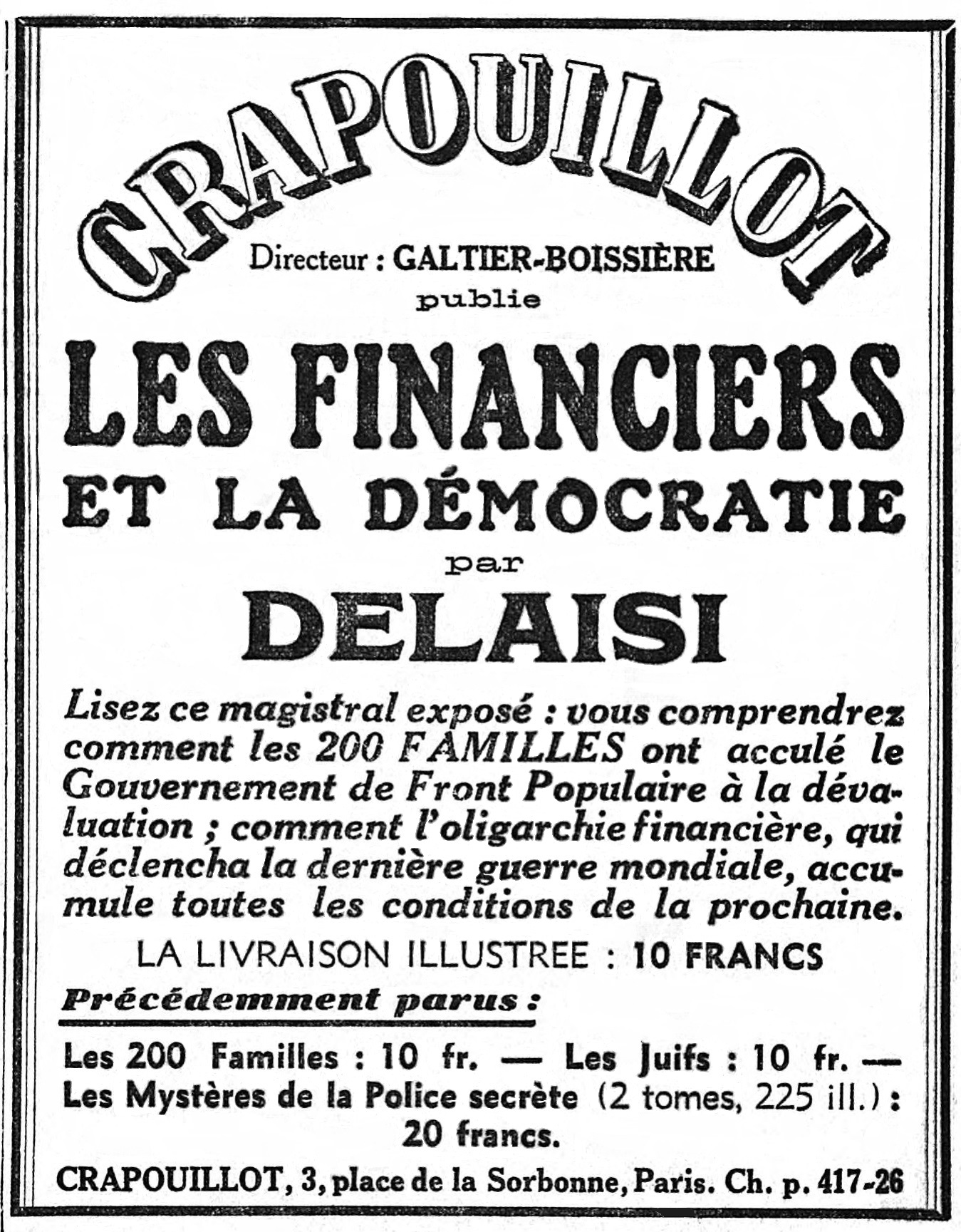
Encart publicitaire dans Le Populaire pour un texte de Francis Delaisi,  Les financiers et la démocratie publié par Le Crapouillot. (novembre 1936).

### Postérité et effacement progressif

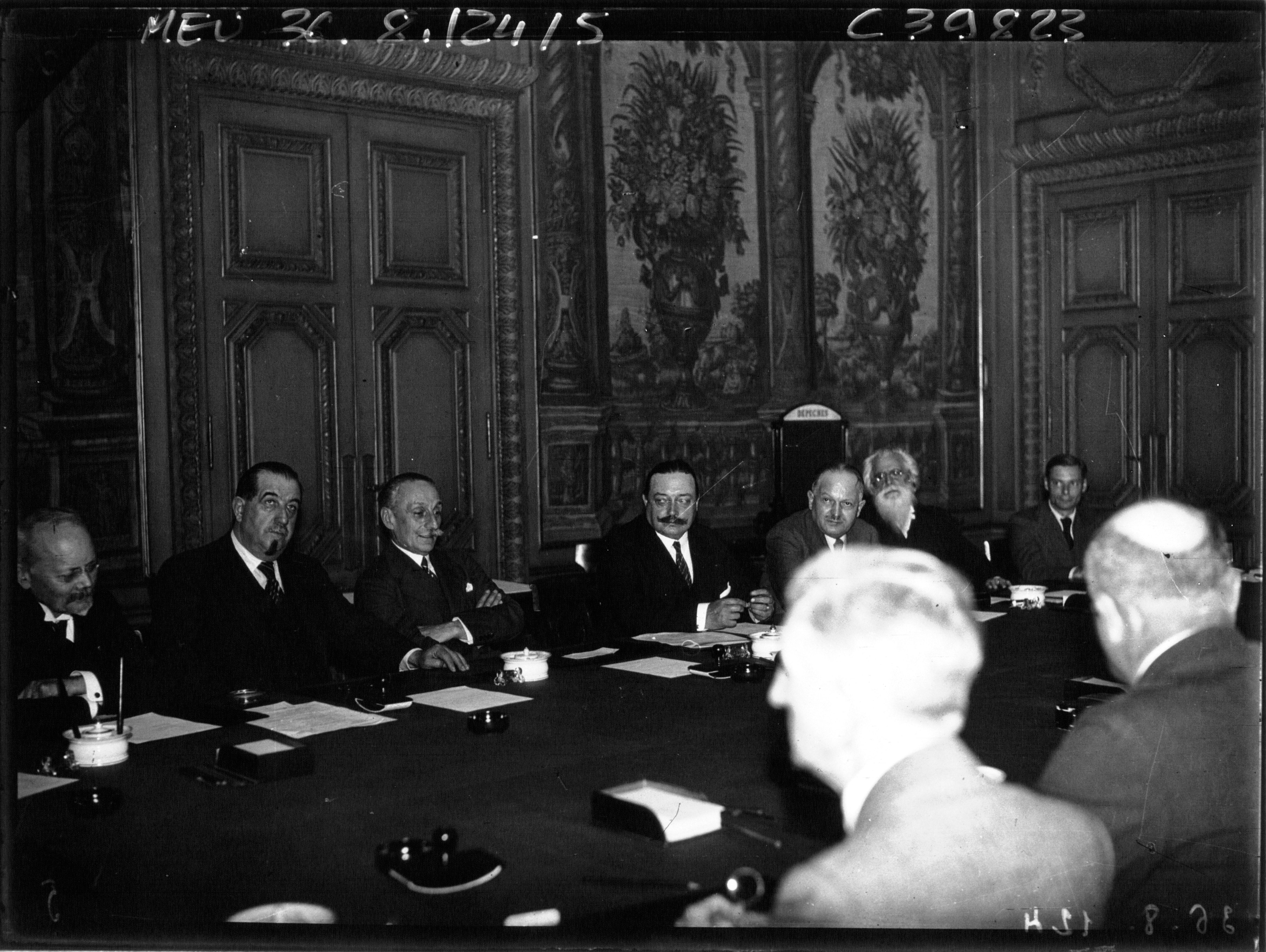
Dans le cadre de la réorganisation de la Banque de France par le Front populaire en 1936, le chef syndicaliste Léon Jouhaux de la CGT figure au sein du nouveau conseil général de l'institution.
(Agence Meurisse, 1936, Paris, BnF).

Le Front populaire ayant inscrit la réforme de la Banque de France à son programme ; le système de régence est réformé par la loi du 24 juillet 1936 qui remet à plat le système de gouvernance en imposant « la nomination par le gouvernement de personnalités qualifiées au sein du Conseil en remplacement des représentants de l’actionnariat privé. L'assemblée générale est étendue à tous les actionnaires. Le pouvoir des mythiques « deux cents familles » (…) est ici visé. La loi officialise plus qu'elle ne promeut la recherche d'un intérêt général. Elle opère une nationalisation de facto de la Banque de France, qui reste néanmoins une banque d'émission privée », précise Bertrand Blancheton.
Un gouverneur, assisté de deux sous-gouverneurs, continue de diriger la Banque, mais il n'a plus à justifier de la propriété d'actions de la Banque. La pratique du serment, tombée en désuétude, est rétablie. Le conseil général voit sa composition être remaniée : il regroupe le gouverneur, les deux sous-gouverneurs, les trois censeurs élus par l'assemblée, ainsi que vingt conseillers (remplaçant les quinze régents précédents) : deux sont élus par l'assemblée, neuf représentent les intérêts de la nation, huit sont choisis au titre des intérêts économiques et des usagers du crédit, un est élu par le personnel de la Banque. Par souci d'égalité, au sein de l'assemblée générale, un actionnaire pèse une voix[réf. nécessaire].
Cette réforme éteint progressivement le mythe des deux cents familles. Sous la Quatrième République, la nouvelle formule du magazine de Jean Galtier-Boissière « recens[era] Les Gros, ceux qui détenaient la fortune nationale, cette reviviscence du mythe des deux cents familles ».
Cependant, si le système des « 200 actionnaires » a été réformé, les Accords de Matignon du 7 juin 1936, pris entre la Confédération générale du travail (CGT) et la Confédération générale de la production française (CGPF, ancêtre du MEDEF), sont parfois considérés comme nuisibles aux petites entreprises, favorisant la concentration industrielle.
Ainsi dans Organized Business in France (1957, traduit en français sous le titre La politique du patronat français : 1936-1955, Colin, 1959), le professeur Henry Walter Ehrmann, du Dartmouth College, écrit :

« Beaucoup d'industriels et de commerçants moyens affiliés à la CGPF estimaient, et ils n'avaient pas tort, que leurs propres organisations les excluaient des activités de l'association.
Les trusts qui les contrôlaient et une douzaine de « grands commis » qui dirigeaient la CGPF en leur nom étaient, aux yeux de beaucoup, de petites entreprises industrielles et commerciales, aussi néfastes que la propagande du Front populaire.
Craignant les conséquences de la nouvelle législation sociale, les petits patrons avaient le sentiment d'avoir été trahis et persistaient à croire à un complot entre « les 200 familles » et le gouvernement marxiste. »

Le terme est réutilisé sporadiquement dans la vie politique française, soit pour désigner une influence supposée de ces familles sur les décideurs politiques, soit pour désigner la caractéristique de certains membres du personnel politique à être entourés de familles riches. En 1990, Gabriel Milési publie Les Nouvelles 200 Familles,. Christian Eckert utilise le terme pour critiquer le président Nicolas Sarkozy qui s'affichait avec des amis issus des familles parmi les plus fortunées de France. La sociologue Monique Pinçon-Charlot affirme qu'en 2012, la France « fonctionne toujours comme au temps des 200 familles de Daladier, en 1934. Nous sommes toujours une France de l’héritage », tandis que depuis 2017, le député François Ruffin de La France insoumise use fréquemment d'une formule relative à « 500 familles qui se gavent », ressuscitant ainsi le mythe des deux cents familles,.

## Historiographie
Outre les textes d'Alain Plessis sur l'histoire et l'importance de la Banque de France, pour la stabilité économique et sociale de la société française et d'Hubert Bonin sur la perception des banques françaises dans l'opinion, parfois informée par la grande littérature du XIXe siècle (Balzac, Zola) ;  parmi les universitaires/historiens, intellectuels qui ont abordé le thème des  « deux cents familles », thème qui participe d'un questionnement [permanent] sur la démocratie, après les émeutes du 6 février 1934, évènement déclencheur perçu comme un danger fasciste comme le décrit Gilles Vergnon ; Jean-Pierre Roux constate qu'en France l'histoire des élites a été longtemps négligée, mais que la tendance s'est progressivement inversée. Pour Philippe Hamman, les études publiées sur le patronat ont avant tout visé à mettre au jour les pratiques de l'ombre entre organisations patronales et institutions politiques, avec une dimension journalistique ou militante davantage qu'historique. Les études historiennes scientifiques, quant à elles, sont aussi marquées par le prisme de « la réalité d'une oligarchie patronale », finalement assez restreinte, qui détient les leviers de l'influence, mais exerce toutefois une fascination comme le souligne Olivier Dard, qui, pour sa part, s'intéresse à la rhétorique anti-patronale. Serge Berstein note le désarroi d'une société des années 1930 en perte de repères, le « primat idéologique » des acteurs et le besoin de trouver une explication, un responsable dans un discours fédérateur aux vertus cathartiques,.
En termes de prosopographie, Jean-Noël Jeanneney s'est attaché aux Wendel, Jean Bouvier aux Rothschild, Alexandre Niess aux notables de la Marne, dans des études qui tendent à nuancer l'image que l'historiographie se fait des milieux d'affaires dans leur action politique.
Gérard Noiriel refuse que les paroles des hommes du Front populaire soient réduites à une théorie du complot, comme elles ont pu l'être dans une précédente version du présent article sur les deux cents familles. Noiriel parle de l'importance de l'impact des mots dans la communication politique, et évoque à cet égard l'autre expression forte apparue pendant le Cartel des gauches « le mur d'argent ».
René Sédillot tente de démêler la part de légende et la part de vérité  et pour Jean Bouvier, le terme « deux cents familles » « n'est que l'étiquette d'un phénomène social que personne n'aura l'impudence de nier ; à savoir qu'il existe hic et nunc des milieux, des groupes, qui ont, relativement aux autres éléments de la mécanique sociale plus de pouvoirs (ce qui ne signifie pas : tous les pouvoirs). Le célèbre mythe de la gauche a bien joué son rôle idéologique en tant que miroir (déformant) de la réalité des pouvoirs. Mais il est, dans ses déformations, intuition profonde, révélation de traits fondamentaux. Excellente caricature : oui ; mythe absolu, non. Il n'est donc pas inutile à la démarche historique ».